# Arquivo Histórico Municipal (Guarulhos)
O Arquivo Histórico Municipal de Guarulhos, localizado na Avenida Monteiro Lobato, é responsável pela guarda, preservação, identificação, disposição e difusão de documentos de valor histórico e cultural da cidade de Guarulhos.
A instituição tem em sua posse parte do acervo da Folha Metropolitana, um dos mais importantes jornais guarulhenses. No total são 600 encadernações, com cerca de 7 mil edições. A doação para a instituição foi realizada através da Secretaria de Cultura de Guarulhos, que a recebeu da própria Folha Metropolitana.